# Tunnel van Lèche
De tunnel van Lèche is een spoortunnel in Purnode, een deelgemeente van Yvoir. De tunnel heeft een lengte van 74 meter en is daarmee de kortste tunnel van spoorlijn 128.
De tunnel van Lèche is genoemd naar het Bois de Lèche, waaronder de tunnel is uitgegraven.
De tunnel van Purnode, de tunnel van Lèche en de tunnel van Durnal liggen in rechte lijn achter mekaar. De Bocq kronkelt zich onder de spoorlijn door.